# Little Deuce Coupe
Cet article concerne l'album des Beach Boys. Pour la chanson du même nom, voir little deuce coupe (chanson).
Albums de The Beach Boys
Surfer Girl
(1963) Shut Down Volume 2
(1964)
Little Deuce Coupe est le quatrième album studio des Beach Boys. C'est aussi le troisième publié en 1963.

## Titres

### Face 1
| No | Titre                                                | Durée |
| -- | ---------------------------------------------------- | ----- |
| 1. | Little Deuce Coupe (Brian Wilson, Roger Christian)   | 1:37  |
| 2. | Ballad Of Ole' Betsy (Brian Wilson, Roger Christian) | 2:14  |
| 3. | Be True To Your School (Brian Wilson)                | 2:06  |
| 4. | Car Crazy Cutie (Brian Wilson, Roger Christian)      | 2:47  |
| 5. | Cherry, Cherry Coupe (Brian Wilson, Roger Christian) | 1:47  |
| 6. | 409 (Brian Wilson, Gary Usher)                       | 1:38  |

### Face 2
| No | Titre                                             | Durée |
| -- | ------------------------------------------------- | ----- |
| 1. | Shut Down (Brian Wilson, Roger Christian)         | 2:16  |
| 2. | Spirit Of America (Brian Wilson, Roger Christian) | 2:22  |
| 3. | Our Car Club (Brian Wilson, Mike Love)            | 2:20  |
| 4. | No-Go Showboat (Brian Wilson, Roger Christian)    | 2:25  |
| 5. | A Young Man Is Gone (Brian Wilson, B. Norberg)    | 1:53  |
| 6. | Custom Machine (Brian Wilson)                     | 1:38  |

En 1990, les enregistrements ont été remasterisés. Little Deuce Coupe et All Summer Long sont sortis sur un seul CD agrémenté de quatre titres bonus :
| No | Titre                                                   | Durée |
| -- | ------------------------------------------------------- | ----- |
| 1. | Be True To Your School (version single) (Brian Wilson)  | 2:07  |
| 2. | All Dress Up For School (Brian Wilson)                  | 2:20  |
| 3. | Little Honda (alternate take) (Brian Wilson, Mike Love) | 2:10  |
| 4. | Don't Back Down (alternate take) (Brian Wilson)         | 1:38  |